# (17703) Bombieri
(17703) Bombieri est un astéroïde de la ceinture principale.

## Description
(17703) Bombieri est un astéroïde de la ceinture principale. Il fut découvert le 9 septembre 1997 à Prescott (Arizona) par Paul G. Comba. Il présente une orbite caractérisée par un demi-grand axe de 2,20 UA, une excentricité de 0,02 et une inclinaison de 1,4° par rapport à l'écliptique.

## Compléments